# Alnaperbøeite-(Ce)
L'alnaperbøeite-(Ce) (simbolo IMA: Apbø-Ce) è un rarissimo minerale del supergruppo della gatelite all'interno del quale si trova nel "gruppo dell'alnaperbøeite"; appartiene alla famiglia minerale dei "silicati" e alla sottofamiglia dei sorosilicati e la sua composizione chimica è (CaCe2.5Na0.5)(Al4)(Si2O7)(SiO4)3O(OH)2.

## Etimologia e storia
Il nome alnaperbøeite-(Ce) enfatizza le relazioni chimiche con la perbøeite-(Ce), la dominanza dell'alluminio (Al) nel sito M3 e il ruolo del sodio (Na) nel bilanciare la carica di un catione trivalente nel sito M3 del modulo REE-epidoto.
A sua volta la radice perbøeite è stata scelta in onore del mineralogista norvegese Per Bøe, curatore del museo dell'Università di Tromsø.

## Classificazione
Essendo stata approvata dall'Associazione Mineralogica Internazionale (IMA) nel 2012, la alnaperbøeite-(Ce) non compare nella classica nona edizione della sistematica dei minerali di Strunz, aggiornata dall'IMA fino al 2009.
L'alnaperbøeite-(Ce) compare nell'edizione successiva, proseguita dal database "mindat.org", nella quale il minerale è elencato nella classe "9. Silicati (germanati)" e da lì nella sottoclasse "9.B Sorosilicati"; questa viene ulteriormente suddivisa in base agli anioni e alla coordinazione dei cationi presenti, in modo tale che l'alnaperbøeite-(Ce) possa essere trovata nella sezione "9.BG Sorosilicati con gruppi misti SiO4 e Si2O7; cationi in coordinazione ottaedrica [6] e superiore" dove è nel sistema nº 9.BG dove non è stato assegnato in alcuna sezione e dove si trova in compagnia dei minerali alumovesuvianite, heflikite, magnesiovesuvianite, shuiskite-(Cr), vielleaureite-(Ce), zilbermintsite-(La) e zoisite-(Pb).
Nella Sistematica dei lapis (Lapis-Systematik) di Stefan Weiß l'alnaperbøeite-(Ce) è elencata nella classe dei "silicati" e nella sottoclasse dei "sorosilicati"; qui si trova nella sezione dei "sorosilicati con gruppi misti SiO4 e Si2O7; cationi in coordinazione ottaedrica [6] e maggiore" dove forma il sistema nº VIII/C.23.

## Abito cristallino
L'alnaperbøeite-(Ce) cristallizza nel sistema monoclino nel gruppo spaziale P21/m (gruppo nº 11) con le costanti di reticolo a = 8,9110(4) Å, b = 5,6866(2) Å, c = 17,5252(7) Å e β = 116,475(5)°.

## Origine e giacitura
L'alnaperbøeite-(Ce) è una fase primaria tardiva nella pegmatite di quarzo-microclino contenente terre rare; la paragenesi è con fluorite ricca di ittrio, törnebohmite-(Ce), allanite-(Ce), bastnäsite-(Ce).
L'alnaperbøeite-(Ce) è rarissima ed è stata trovata solo nella sua località tipo, la pegmatite di "Stetind" (68.17363°N 16.55467°E) nei pressi di Narvik (Norvegia).

## Forma in cui si presenta in natura
L'alnaperbøeite-(Ce) si presenta come cristalli prismatici chimicamente zonati
allungati lungo [010], di dimensioni fino a 400 μm. Il minerale è trasparente con lucentezza vitrea; il colore è verde-grigiastro molto chiaro, mentre quello del suo striscio è bianco.